# Михалково (Московская область)
Миха́лково (до 1938 года Михайловская) — деревня в Московской области России. Входит в городской округ Красногорск. Население — 39 чел. (2010).

## География
Деревня расположена на юго-востоке округа, у северной стороны автодороги Балтия, высота центра над уровнем моря 168 м. Ближайшие населённые пункты — Воронки в 1 км восточнее, Глухово — 1,3 км на юг и Поздняково в 1,5 км на запад. Деревня связана автобусным сообщением с Москвой (маршрут № 541) и Красногорском.
В деревне 3 улицы, также проходит автодорога Балтия.

## История
Михайлово в XVIII — начале XIX века принадлежало Голицыным, было сожжено в войну 1812 года, позже князь
Михаил Голицын переселил на пустошь крестьян из деревни Грибаново. 
В 1938 году деревня Михайловская была переименована Михалково и относилась, вначале, к Воронковскому сельсовету, затем — к Ильинскому. 
С 1994 до 2005 года деревня входила в Ильинский сельский округ Красногорского района, а с 2005 до 2017 года включалась в состав Ильинского сельского поселения Красногорского муниципального района.

## Население
| 2002 | 2006 | 2010 |
| ---- | ---- | ---- |
| 13   | →13  | ↗39  |